# Мезорака
Мезорака (итал. Mesoraca) је насеље у Италији у округу Кротоне, региону Калабрија.
Према процени из 2011. у насељу је живело 6158 становника. Насеље се налази на надморској висини од 427 м.

## Становништво
Према резултатима пописа становништва 2011. у општини је живело 6.718 становника.
| 1951. | 1961. | 1971. | 1981. | 1991. | 2001. | 2011. |
| ----- | ----- | ----- | ----- | ----- | ----- | ----- |
| 7.392 | 8.722 | 8.555 | 9.160 | 7.510 | 7.125 | 6.718 |

## Партнерски градови
- Лавена Понте Треза